# Jubail
Jubail er en by i det østlige Saudi-Arabien med et indbyggertal på 378.949 (2010) indbyggere. Byen ligger i landets Østprovins. Den ligger på kysten til den Persiske Golf og er blandt andet et centrum for den kongelige saudiske flåde.